# Ercole e Anteo (Antonio del Pollaiolo Uffizi)
Ercole e Anteo è un piccolo dipinto a tempera grassa su tavola (16 × 9 cm) di Antonio del Pollaiolo, databile al 1475 circa e conservato nella Galleria degli Uffizi a Firenze.

## Storia
L'opera, che riprende il tema classico delle fatiche di Ercole, è accoppiata all'analogo Ercole e l'idra, sempre agli Uffizi. Molto controverso è il tema della datazione dell'opera. Si possiede infatti la documentazione di tre tele quadrate sul tema delle "fatiche" di Antonio e Piero del Pollaiolo, commissionate da Piero de' Medici, ricordate in una lettera di Antonio a Gentil Virginio Orsini del 13 luglio 1494 opere di trent'anni prima e citate nell'inventario di Palazzo Medici dopo la morte di Lorenzo il Magnifico, ma dopo un'ultima menzione da parte di Raffaello Borghini nel Riposo (1584) risultano perdute.
Le due tavolette degli Uffizi potrebbero essere state due bozzetti o copie delle tele (Ettlinger) o opere a sé stanti, eseguite magari per i Medici, da mettere in relazione con il bronzetto di analogo soggetto al Bargello commissionato da Lorenzo verso il 1475.
In quest'opera si leggono influssi dell'Accademia neoplatonica legati alla rilettura dei miti classici in chiave filosofica cristiana e al mito della rievocazione dell'antico come testimonianza di un'armonia estetica perduta. Lo stesso tema dell'eroe che vince le avversità unendo le qualità intellettuali e fisiche incarnava un ideale umanistico e anche la nudità dei protagonisti rimanda al mondo antico.
Le due tavolette sono ricordate per la prima volta nel 1609 in un inventario di casa Gondi a Firenze, unite come in un dittico a libro. Non è detto che questa sistemazione fosse originaria, anche per la diversa linea d'orizzonte delle due scene, ma sicuramente le opere erano destinate a una visione ravvicinata, per le piccole dimensioni e la ricchezza di dettagli minuti. Forse fecero parte della decorazione di uno studiolo privato.
Trafugate entrambe durante la seconda guerra mondiale, vennero recuperate da Rodolfo Siviero a Los Angeles nel 1963. Vennero restaurate nel 1991.

## Descrizione e stile
Secondo la mitologia greca, Ercole si trovò a dover lottare nel deserto libico contro il gigante Anteo, figlio di Poseidone, dio del mare, e di Gea, dea della terra. Anteo era solito sfidare tutti i passanti per ucciderli e collezionarne i teschi, aiutato dall'invincibile forza che gli dava la madre terra al semplice contatto. Per batterlo Ercole fu quindi costretto a sollevarlo, privandolo della sua fonte di forza e riducendolo a un semplice uomo, che fu poi facile schiantare in aria. Il bronzetto mostra il momento il cui Ercole, riconoscibile per il mantello della leonté mollemente adagiato sui fianchi, ha sollevato Anteo, cingendolo con forza alla vita, e questi cerca di divincolarsi disperatamente irrompendo in un grido che preannuncia la sua imminente sconfitta.
L'impresa dell'eroe era letta dai neoplatonici come simbolo della lotta tra un principio superiore ed uno inferiore, secondo l'idea di una continua tensione dell'animo umano, sospeso tra virtù e vizi; l'uomo in pratica era tendenzialmente rivolto verso il bene, ma incapace di conseguire la perfezione e spesso insediato dal pericolo di ricadere verso l'irrazionalità dettata dall'istinto; da questa consapevolezza dei propri limiti deriva perciò il dramma esistenziale dell'uomo neoplatonico, consapevole di dover rincorrere per tutta la vita una condizione apparentemente irraggiungibile.
Pollaiolo sviluppò il soggetto ricorrendo due corpi inarcati in direzioni opposte, con gli arti e la direzione degli sguardi che generano linee di forza spezzate ad angolo acuto che si espandono poi in varie direzioni, trasmettendo il senso di movimento drammatico. La gestualità e le espressioni sono molto marcate, con una tensione muscolare inedita che ha il suo culmine nella marcata linea di contorno, tesa ed elastica, in cui sembra di cogliere tutto lo sforzo prorompente dello slancio. La resa anatomica è straordinaria, curatissima nella rappresentazione dei muscoli e dei tendini.
Secondo Roberto Longhi la linea di contorno vibrante ed energetica, che lui chiamò linea funzionale, esalta la forza e il movimento scattante di un corpo e Antonio del Pollaiolo ne fu il massimo artefice.
Il panorama è ricco di dettagli, come alberelli, animaletti, piccoli edifici, ed è visto dall'alto in modo da far giganteggiare le figure in primo piano, assolute protagoniste della scena.